# Women's Flat Track Derby Association
La Women's Flat Track Derby Association (également connue sous le sigle WFTDA) est une association de ligues féminines de roller derby sur piste plate. L'organisation est fondée en 2004 aux États-Unis sous l'impulsion des équipes de la United Leagues Coalition (ULC). Elle est enregistrée à Raleigh, en Caroline du Nord en tant que 501c6 associations de commerce, qui est un type d'organisation à but non lucratif.
L'organisation a pour but de favoriser et encourager le roller derby sur piste plate en facilitant le développement des capacités athlétiques, l'esprit sportif et la bonne volonté entre les ligues membres. Sa philosophie d'administration est « par les patineurs, pour les patineurs ». Les principaux propriétaires, gestionnaires et exploitants de chaque membre de la ligue et de l'association sont les patineuses elles-mêmes, bien que cela n'empêche pas une structure d'entreprise. La WFTDA doit également définir les « normes pour les règles, les saisons, la sécurité, et des lignes directrices déterminantes pour les compétitions nationales et internationales des ligues membres. Toutes les ligues membres ont une voix dans le processus décisionnel, et acceptent de se conformer aux politiques de la WFTDA.

## Histoire

### Les premières années
En 2004, le roller derby trouve sa place sur internet et notamment sur les forums informatiques ; ainsi, le forum United Leagues Coalition voit le jour afin de permettre aux équipes d'arranger des matchs entre elles. Un an plus tard, le premier rassemblement de ligues de l'ensemble des États-Unis a lieu avec 20 associations représentées dans la ville de Chicago. Elles décident alors de former une association nationale afin de se fixer des buts communs ainsi qu'un règlement unique : la Women's Flat Track Derby Association.Lors de cette réunion, un système de vote a été établi, ce fut une série d'objectifs et un échéancier a été établi pour faciliter les rencontres interligues. Parmi ces objectifs, l'uniformisation de la conception du jeu, en instaurant des règles de jeu standard.
Au début de 2006, une ébauche des règles est publiée sur le site web de l'association, qui compte alors 30 ligues, le maximum décidé lors de la réunion de juillet 2005. Plusieurs versions différentes de règles suivront par la suite.
Fin août 2007, 43 ligues font désormais partie de la WFTDA  et l'association annonce un partenariat avec le réseau MavTV pour enregistrer, éditer et diffuser le tournoi 2007 de la région Est sous forme de série hebdomadaire de 12 épisodes d'une heure. En septembre 2007, la WFTDA a été admis à l'USA Roller Sports (USARS) en tant que membre de la classe V - une organisation nationale de roller skating - et un délégué de la WFTDA rejoint le conseil d'administration de l'USARS.
Au cours de l'été 2008, le comité chargé du règlement de la WFTDA crée une foire aux questions afin de permettre à chacun de poser ses questions sur les règles du roller derby puis l'association lance un programme de certification des arbitres. En septembre 2008, la WFTDA passe à 60 ligues alors qu'un magazine officiel, fiveonfive, voit le jour.

### 2009, le changement d'adhésion à l'association et l'ouverture à l'Europe
En janvier 2009, le Montréal Roller Derby devient la première ligue canadienne admise comme membre. Le 1er juillet 2009, la WFTDA annonce qu'après avoir longuement discuté et réfléchi, il est décidé de  remplacer son procédé traditionnel de demande d'adhésion par un programme de formation : WFTDA Apprentice. Le programme est conçu pour que les ligues souhaitant rejoindre la WFTDA puisse être accompagnée afin de parfaire leur apprentissage. Quelques mois plus tard, alors que la WFTDA compte 78 ligues membres et déjà 23 ligues apprenties, elle accepte sa première équipe en dehors de l'Amérique du Nord avec l'entrée des London Rollergirls.
WiiWare met en ligne Jam City Rollergirls, le premier jeu vidéo mettant en scène le roller derby, et en partenariat avec la WFTDA mettant en vedette les véritables ligues de l'association.
En mars 2012, le Bear City Roller Derby (en) de Berlin, devient le premier membre d'Europe continentale à intégrer la WFTDA alors que cette dernière compte 172 ligues.

## Ligues membre de la WFTDA
En 2016, la WFTDA compte 355 ligues à part entière et 71 ligues en apprentissage en 2015. En 2012, la WFTDA décide de changer ses playoffs régionaux pour mettre en plusieurs divisions avec les 40 meilleures équipes en division 1, les 60 suivantes en division 2 et toutes les autres en division 3.

### Division 1
- Australie : Victorian Roller Derby League
- Canada : Montréal Roller Derby, Terminal City Rollergirls et Toronto Roller Derby
- Royaume-Uni : London Rollergirls
- États-Unis : Angel City Derby Girls, Arch Rival Rollergirls, Atlanta Rollergirls, B.ay A.rea D.erby Girls, Bleeding Heartland Rollergirls, Boston Roller Derby, Charm City Roller Girls, Cincinnati Rollergirls, Denver Roller Derby, Detroit Derby Girls, Gotham Girls Roller Derby, Houston Roller Derby, Jacksonville RollerGirls, Jet City Rollergirls, Kansas City Roller Warriors, Mad Rollin' Dolls, Minnesota RollerGirls, Naptown Roller Girls, Nashville Rollergirls, New Hampshire Roller Derby, No Coast Derby Girls, Ohio Roller Girls, Oklahoma Victory Dolls, Oly Rollers, Philly Roller Derby, Rat City Rollergirls, Rocky Mountain Rollergirls, Rose City Rollers, Sacred City Derby Girls, Santa Cruz Derby Girls, Steel City Roller Derby, Tampa Bay Derby Darlins, Texas Rollergirls, Wasatch Roller Derby et Windy City Rollers

### Division 2
- Canada : Hammer City Roller Girls, Rideau Valley Roller Girls et Tri-City Roller Derby
- Royaume-Uni : Auld Reekie Roller Girls et Glasgow Roller Derby
- États-Unis : , Arizona Roller Derby, Big Easy Rollergirls, Blue Ridge Rollergirls, Brandywine Roller Girls, Brewcity Bruisers, Burning River Roller Derby, Carolina Rollergirls, Charlotte Roller Girls, The Chicago Outfit, Columbia Quad Squad, CT RollerGirls, Dallas Derby Devils, DC Rollergirls, Demolition City Roller Derby, Des Moines Derby Dames, Duke City Derby, Dutchland Rollers, Emerald City Roller Girls, Fabulous Sin City Rollergirls, Fargo Moorhead Derby Girls, Fort Myers Derby Girls, Gainesville Roller Rebels, Garden State Rollergirls, Gold Coast Derby Grrls, Grand Raggidy Roller Girls, Green Mountain Roller Derby, Humboldt Roller Derby, Ithaca League of Women Rollers, Killamazoo Derby Darlins, Long Island Roller Rebels, Lowcountry Highrollers, Maine Roller Derby, Memphis Roller Derby, NEO Roller Derby, North Star Roller Girls, NWA Rollergirls|Northwest Arkansas Rollergirls, Oklahoma City Roller Derby, Old Capitol City Roller Girls, Omaha Rollergirls, Paper Valley Roller Girls , Pikes Peak Derby Dames, Providence Roller Derby, Queen City Roller Girls, River City Rollergirls, Roc City Roller Derby, Sac City Rollers, St. Chux Derby Chix, Silicon Valley Roller Girls, Sioux City Roller Dames, Sonoma County Roller Derby, Suburbia Roller Derby, Tallahassee RollerGirls, Treasure Valley Rollergirls, Tucson Roller Derby et Twin City Derby Girls

### Division 3
- Asie : Kokeshi Roller Dolls et  Tokyo Roller Girls
- Australasie : Pirate City Rollers, Richter City Roller Derby et Sun State Roller Girls
- Canada : Border City Brawlers, Calgary Roller Derby Association, Forest City Derby Girls, Greater Toronto Area Rollergirls et Renegade Derby Dames
- Europe : Bear City Roller Derby, Central City Roller Girls, Copenhagen Roller Derby, Crime City Rollers, Gent Go Go Rollergirls, Hellfire Harlots, Helsinki Roller Derby, Leeds Roller Dolls, Lincolnshire Bombers Roller Girls, London Rockin' Rollers, Nidaros Roller Derby, Oslo Roller Derby, Paris Rollergirls, Rainy City Roller Girls, Royal Windsor Rollergirls, Sheffield Steel Rollergirls, Stockholm Roller Derby, Stuttgart Valley Rollergirlz et Tiger Bay Brawlers
- Amérique du Sud : Rock and Roller Queens
- États-Unis : Alamo City Rollergirls, Ann Arbor Derby Dimes, Ark Valley High Rollers, Assassination City Roller Derby, Assault City Roller Derby, Babe City Rollers, Bellingham Roller Betties, Black-n-Bluegrass RollerGirls, Black Rose Rollers, Boulder County Bombers, Cajun Rollergirls, Cape Fear Roller Girls, Castle Rock 'n' Rollers, Cedar Rapids RollerGirls, Cedar Valley Derby Divas, Cen-Tex Rollergirls, Central Coast Roller Derby, Central New York Roller Derby, Charlottesville Derby Dames, Chattanooga Roller Girls, Cherry City Derby Girls, Cheyenne Capidolls, Circle City Derby Girls, Classic City Rollergirls, CoMo Derby Dames, Confluence Crush Roller Derby, Cornfed Derby Dames, Cowboy Capital Rollergirls, Denali Destroyer Dolls, Derby City Rollergirls, Derby Revolution of Bakersfield, Diamond State Roller Girls, Dixie Derby Girls, Dockyard Derby Dames, Dominion Derby Girls, Enid Roller Girls, Fairbanks Rollergirls, FoCo Girls Gone Derby, Fort Wayne Derby Girls, Fox Cityz Foxz, Gem City Rollergirls, Glass City Rollers, Granite State Roller Derby, Greensboro Roller Derby, Greenville Derby Dames, Happy Valley Derby Darlins, Harbor City Roller Dames, Hard Knox Roller Girls, Harrisburg Area Roller Derby, Hartford Area Roller Derby, Hellions of Troy Roller Derby, Hub City Derby Dames, Hudson Valley Horrors Roller Derby, ICT Roller Girls, Jersey Shore Roller Girls, Junction City Roller Dolls, Lafayette Brawlin' Dolls, Lansing Derby Vixens, Lava City Roller Dolls, Lehigh Valley Rollergirls, Lilac City Roller Girls, Little City Roller Girls, Little Steel Derby Girls, Magnolia Roller Vixens, Mason-Dixon Roller Vixens, McLean County MissFits, Mid Iowa Rollers, Mid-State Sisters of Skate, Mississippi Rollergirls, Mississippi Valley Mayhem, Monterey Bay Derby Dames, Mother State Roller Derby, New River Valley Roller Girls, Pacific Roller Derby, Paradise Roller Girls, Port Scandalous Roller Derby, Pueblo Derby Devil Dollz, Quad City Rollers, Rage City Rollergirls, Rainy City Roller Dolls, Red Stick Roller Derby, Richland County Regulators Derby Team, Rockford Rage, Rocktown Rollers, Rodeo City Rollergirls, Rollergirls of Central Kentucky, Roughneck Roller Derby, Salisbury Rollergirls, San Fernando Valley Roller Derby, Sick Town Derby Dames, Sioux Falls Roller Dollz, Slaughter County Roller Vixens, Slaughterhouse Derby Girls, SoCal Derby, Soul City Sirens, South Bend Roller Girls, Southern Illinois Roller Girls, Southern Oregon Rollergirls, Spindletop Roller Girls, Springfield Roller Girls, Tragic City Rollers, Ventura County Derby Darlins, Vette City Roller Derby, West Coast Derby Knockouts et West Texas Roller Dollz

## Championnat
À Tucson, en Arizona, le week-end du 24 au 26 février 2006, le Tucson Roller Derby accueille pour la première fois un tournoi pour déterminer la meilleure équipe parmi les 20 ligues invitées. Finalement, les Texas Rollergirls s'imposent sur les joueuses locales sur le score de 129  à 96.
| Année | Date                    | Nom du tournoi                 | Lieu                        | Champion                    | Finaliste                 | Troisième                     |
| ----- | ----------------------- | ------------------------------ | --------------------------- | --------------------------- | ------------------------- | ----------------------------- |
| 2006  | 24-26 février           | Dust Devil                     | Tucson (Arizona)            | Texas Rollergirls           | Tucson Roller Derby       | Arizona Roller Derby          |
| 2007  | 28-30 septembre         | Texas Shootout                 | Austin (Texas)              | Kansas City Roller Warriors | Rat City Rollergirls      | Texas Rollergirls             |
| 2008  | 14-16 novembre          | Northwest Knockdown            | Portland (Oregon)           | Gotham Girls Roller Derby   | Windy City Rollers        | Philly Rollergirls            |
| 2009  | 13-15 novembre          | Declaration of Derby           | Philadelphie (Pennsylvanie) | Oly Rollers                 | Texas Rollergirls         | Denver Roller Dolls           |
| 2010  | 5-7 novembre            | Uproar on the Lakeshore        | Chicago (Illinois)          | Rocky Mountain Rollergirls  | Oly Rollers               | Gotham Girls Roller Derby     |
| 2011  | 11-13 novembre          | Continental Divide and Conquer | Broomfield (Colorado)       | Gotham Girls Roller Derby   | Oly Rollers               | Texas Rollergirls             |
| 2012  | 2-4 novembre            | Grits and Glory                | Atlanta (Géorgie)           | Gotham Girls Roller Derby   | Oly Rollers               | Denver Roller Dolls           |
| 2013  | 8-10 novembre           | Championnat WFTDA              | Milwaukee (Wisconsin)       | Gotham Girls Roller Derby   | Texas Rollergirls         | B.ay A.rea D.erby Girls       |
| 2014  | 31 octobre - 2 novembre | Championnat WFTDA              | Nashville (Tennessee)       | Gotham Girls Roller Derby   | Rose City Rollers         | B.ay A.rea D.erby Girls       |
| 2015  | 6-8 novembre            | Championnat WFTDA              | Saint Paul (Minnesota)      | Rose City Rollers           | Gotham Girls Roller Derby | Victorian Roller Derby League |
| 2016  | 4-6 novembre            | Championnat WFTDA              | Portland (Oregon)           | Rose City Rollers           | Gotham Girls Roller Derby | Victorian Roller Derby League |